# Baris lepidii
Baris lepidii är en skalbaggsart som beskrevs av Ernst Friedrich Germar 1824. Baris lepidii ingår i släktet Baris, och familjen vivlar. Arten är reproducerande i Sverige.